# Ixone Díaz Landaluce
Ixone Díaz Landaluce (Vitoria, 1982) es una periodista española.

## Biografía
Nacida en Vitoria, se formó en Periodismo en la Universidad del País Vasco, entre los años 2000 y 2004 y realizó un máster en "Nuevas tendencias en medios y soporte de la información periodística" en la misma universidad, entre 2006 y 2008.

### Trayectoria profesional
Entre los años 2009 y 2011 fue colaboradora en Pantalla Semanal. Fue periodista en Hollywood. También viene trabajando  desde 2015 con XLSemanal, en Vanity Fair y  en Hoy Corazón.Ha trabajado en la creación y gestión de proyectos de Branded content para empresas como BBVA (Creando futuro, Premio BBVA a los Mejores Productores Sostenibles), Biotherm (Los Océanos tienen voz) o MDAnderson Cancer Center.
Desde 2009 es colaboradora  habitual en Mujerhoy, donde escribe reportajes de actualidad, liderazgo, ciencia y tendencias y ha entrevistado desde estrellas de cine hasta astronautas o premios Nobel.
Desde 2021, forma parte del equipo de WomenNOW, la plataforma de mujeres inspiradoras de Vocento, siendo coordina de contenidos. También es coordinadora del Santander WomenNOW.